# 格奥尔基·库纳泽
格奥尔基·弗里德里霍维奇·库纳泽（俄语： 1948年12月21日—）俄罗斯外交官，1991年至1993年担任俄罗斯联邦外交部副部长，1993年至1997年任俄罗斯联邦驻大韩民国大使。生于莫斯科，毕业于莫斯科国立大学亚非学院，现在世界经济与国际关系研究所任职。